# Vlad VI Dragomir
Vlad VI Dragomir (exécuté en novembre 1521) fut prince de Valachie en 1521.

## Origine
L'origine de Vlad surnommé dans les sources transylvaines « Dragomir »  et dans les sources roumaines «  Călugărul »  (le Moine) est incertaine il serait un fils du prince Vlad V cel Tânăr.

## Règne
À la mort de Neagoe Basarab V il se révolte contre son fils, le jeune Teodosie et le clan des boyards de Craiovescu qui sont responsables de la mort de son père putatif. Il se proclame prince en octobre 1521.
Il envoie des émissaires à Constantinople pour réclamer son investiture. le sultan les fait mutiler en guise de réponse et ordonne à Mehmet Beg Mihaloglu le pacha de Nicopolis de rétablir Teodosie de Valachie. Vlad VI Dragomir est vaincu dans les environs de sa capitale et immédiatement exécuté en novembre 1521.